# Sexual Minorities Uganda
Sexual Minorities Uganda (SMUG) is een niet-gouvermentele organisatie actief in Oeganda. De organisatie ijvert voor de mensenrechten van homo's, lesbiennes, biseksuelen en transseksuelen in Oeganda. De algemeen directeur is Frank Mugisha. 

## Activiteiten
De organisatie is bekend van haar strijd tegen de Oegandese tabloid Rolling Stone, welke de namen en foto's van 100 Oegandese homo's publiceerde met de oproep ze "op te hangen". Drie leden van SMUG van wie de foto's verschenen waren,  David Kato, Kasha Jacqueline en Onziema Patience spanden een rechtszaak aan bij het Oegandese hooggerechtshof. Dit leidde tot een rechterlijke uitspraak welke de publicaties verbood.

## David Kato
Vooraanstaand SMUG-lid David Kato werd op 26 januari 2011 in zijn woning in Mukono vermoord. De Amerikaanse president Barack Obama heeft Kato in een op de begrafenis voorgelezen verklaring een krachtig advocaat voor eerlijkheid en vrijheid genoemd.

## Erkenning
Sexual Minorities Uganda en hun leider Frank Mugisha werden in 2011 onderscheiden met de Noorse Thorolf Rafto-prijs.